# Gli zonzoli
Gli zonzoli (The Backyardigans) è una serie televisiva animata statunitense-canadese prodotta dallo studio di animazione Nelvana e da Nickelodeon, trasmessa dall'11 ottobre 2004 al 12 luglio 2013. La serie è composta da 4 stagioni per un totale di 80 episodi da 22 minuti.
In Italia è stato trasmesso su Nickelodeon dal 1º novembre 2005, in seguito è stata replicata su RaiSat YoYo e dal 2009 all'autunno 2013 su Nick Jr.
Il doppiaggio dell'edizione italiana è stato effettuato presso lo studio Multimedia Network a cura di Studio 1 sotto la direzione di Nicola Bruno e per i dialoghi italiani sono a cura di Sabrina Merlini e Alda Ariani.

## Trama
I personaggi della serie vivono diverse avventure per tutto il mondo. In alcuni episodi si vedono solo alcuni dei protagonisti, in altri sono presenti tutti e cinque. Questi personaggi possiedono inoltre l'abilità di incoraggiare i bambini a ballare.

## Episodi

### Stagione 1 (2004-2005)
| nº | Titolo inglese                | Titolo italiano                | Prima TV USA      | Prima TV Italia  |
| -- | ----------------------------- | ------------------------------ | ----------------- | ---------------- |
| 1  | Pirate Treasure               | Il tesoro dei Pirati           | 12 ottobre 2004   | 1⁰ novembre 2005 |
| 2  | The Heart of the Jungle       | Il cuore della giungla         | 13 ottobre 2004   | 1⁰ novembre 2005 |
| 3  | The Yeti                      | L'orso Yeti                    | 11 ottobre 2004   | 8 novembre 2005  |
| 4  | The Snow Fort                 | La torre Nevata                | 19 ottobre 2004   | 8 novembre 2005  |
| 5  | Secret Mission                | Missione Segreta               | 14 ottobre 2004   | 15 novembre 2005 |
| 6  | It's Great to Be a Ghost      | Bello essere Fantasmi          | 25 ottobre 2004   | 16 novembre 2005 |
| 7  | Riding the Range              | Cavalcando nella Prateria      | 15 ottobre 2004   | 24 novembre 2005 |
| 8  | The Key to the Nide           | La chiave del Nido             | 18 ottobre 2004   | 25 novembre 2005 |
| 9  | Knights are Brave and Strong  | Cavalieri forti                | 11 ottobre 2004   | 26 novembre 2005 |
| 10 | Viking Voyage                 | I vichinghi                    | 1⁰ novembre 2004  | 27 novembre 2005 |
| 11 | Castaways                     | Naufraghi                      | 19 settembre 2005 | 2 dicembre 2005  |
| 12 | Race to the Tower of Power    | Corsa per la torre             | 18 luglio 2005    | 28 novembre 2005 |
| 13 | The Quest for the Flying Rock | La favola della Roccia Volante | 21 febbraio 2005  | 1⁰ dicembre 2005 |
| 14 | Polka Palace Party            | Festa al Palazzo Polka         | 21 settembre 2005 | 3 dicembre 2005  |
| 15 | Surf's Up                     | Il surf è pronto               | 25 aprile 2005    | 4 dicembre 2005  |
| 16 | Eureka                        | Eureka!                        | 20 settembre 2005 | 5 dicembre 2005  |
| 17 | Race Around the World         | Gara intorno al mondo          | 10 marzo 2006     | 8 dicembre 2005  |
| 18 | Monster Detectives            | Il mostro del calcio           | 31 ottobre 2005   | 9 dicembre 2005  |
| 19 | Cave Party                    | Festa in Caverna               | 22 settembre 2005 | 10 dicembre 2005 |
| 20 | High Tea                      | Tazza alta                     | 19 giugno 2006    | 11 dicembre 2005 |

### Stagione 2 (2006-2007)
| nº | Titolo inglese                    | Titolo italiano                       | Prima TV USA      | Prima TV Italia |
| -- | --------------------------------- | ------------------------------------- | ----------------- | --------------- |
| 21 | Mission to Mars                   | Missione su Marte                     | 9 ottobre 2006    | 2 maggio 2007   |
| 22 | Samurai Pie                       | Torta samurai                         | 16 ottobre 2006   | 3 maggio 2007   |
| 23 | Scared of You                     | Paura di te                           | 23 ottobre 2006   | 4 maggio 2007   |
| 24 | Whodunit                          | Giallo classico                       | 17 ottobre 2006   | 5 maggio 2007   |
| 25 | The Legend of the Volcano Sisters | La leggenda delle sorelle del vulcano | 18 ottobre 2006   | 6 maggio 2007   |
| 26 | The Secret of Snow                | Il segreto della neve                 | 15 dicembre 2006  | 7 maggio 2007   |
| 27 | The Swamp Creature                | La creatura della Palude              | 19 ottobre 2006   | 7 maggio 2007   |
| 28 | Horsing Around                    | Giraci intorno                        | 19 marzo 2007     | 12 maggio 2007  |
| 29 | Special Delivery                  | Consegna speciale                     | 14 febbraio 2007  | 13 maggio 2007  |
| 30 | International Super Spy: Part 1   | Super spia internazionale 1           | 17 settembre 2007 | 16 maggio 2007  |
| 31 | International Super Spy: Part 2   | Super spia internazionale 2           | 17 settembre 2007 | 16 maggio 2007  |
| 32 | Movers of Arabia                  | Traslochi d'Arabia                    | 20 marzo 2007     | 11 maggio 2007  |
| 33 | Cops and Robots                   | Poliziotti e Robot                    | 21 marzo 2007     | 17 maggio 2007  |
| 34 | Sinbad Sails Again                | Sinbad salpa di nuovo                 | 22 febbraio 2008  | 18 maggio 2007  |
| 35 | Best Clowns in Town               | I migliori pagliacci                  | 21 settembre 2007 | 5 marzo 2008    |
| 36 | Save the Day                      | Salva il Giorno                       | 22 marzo 2007     | 6 marzo 2008    |
| 37 | Into The Deep                     | Nelle profondità                      | 27 giugno 2007    | 7 marzo 2008    |
| 38 | News Flash                        | Ultime notizie                        | 18 gennaio 2008   | 8 marzo 2008    |
| 39 | Catch the Butterfly               | La farfalla                           | 16 gennaio 2008   | 9 marzo 2008    |
| 40 | A Giant Problem                   | Un grosso problema                    | 17 gennaio 2008   | 12 marzo 2008   |

### Stagione 3 (2007-2008)
| nº | Titolo inglese                     | Titolo italiano                     | Prima TV USA      | Prima TV Italia  |
| -- | ---------------------------------- | ----------------------------------- | ----------------- | ---------------- |
| 41 | Who Goes There                     | Chi va li?                          | 4 marzo 2008      | 29 dicembre 2008 |
| 42 | Blazing Paddles                    | Pagaie ardenti                      | 11 aprile 2008    | 30 dicembre 2008 |
| 43 | Garbage Trek                       | Trekking tra i rifiuti              | 15 gennaio 2009   | 31 dicembre 2008 |
| 44 | Fly Girl                           | Ragazza volante                     | 1⁰ febbraio 2008  | 1⁰ gennaio 2009  |
| 45 | What's Bugging You                 | Cosa ti infastidisce?               | 12 maggio 2008    | 5 gennaio 2009   |
| 46 | Chichen-Itza Pizza                 | Pizzeria Chichen Itza               | 6 giugno 2008     | 2 gennaio 2009   |
| 47 | To The Center of The Earth         | Al centro della terra               | 7 marzo 2008      | 6 gennaio 2009   |
| 48 | Front Page News                    | Notizie in prima pagina             | 27 giugno 2008    | 20 aprile 2009   |
| 49 | Tale of the Mighty-Knights: Part 1 | Il racconto dei potenti cavalieri 1 | 14 gennaio 2008   | 20 aprile 2009   |
| 50 | Tale of the Mighty-Knights: Part 2 | Il racconto dei potenti cavalieri 2 | 14 gennaio 2008   | 20 aprile 2009   |
| 51 | Le Master of Disguise              | Il maestro del travestimento        | 18 aprile 2008    | 21 aprile 2009   |
| 52 | Match on Mt. Olympus               | Partita al Monte Olimpo             | 4 agosto 2008     | 20 aprile 2009   |
| 53 | The Great Dolphin Race             | La grande gara dei delfini          | 11 luglio 2008    | 21 aprile 2009   |
| 54 | Caveman's Best Friend              | Il migliore amico del cavernicolo   | 13 gennaio 2009   | 21 aprile 2009   |
| 55 | Ranch Hands from Outer Space       | Le mani dallo spazio                | 12 gennaio 2009   | 22 aprile 2009   |
| 56 | Robin Hood the Clean               | Robin Hood il Pulito                | 27 febbraio 2009  | 20 aprile 2009   |
| 57 | Escape from Fairytale Village      | Fuga dal villaggio delle fiabe      | 5 giugno 2009     | 22 aprile 2009   |
| 58 | Pirate Camp                        | Campo scuola pirata                 | 9 giugno 2008     | 23 aprile 2009   |
| 59 | The Two Musketeers                 | I due moschettieri                  | 14 gennaio 2009   | 23 aprile 2009   |
| 60 | The Masked Retriever               | La bibliotecaria mascherata         | 16 settembre 2010 | 23 aprile 2009   |

### Stagione 4 (2009-2010)
| nº | Titolo inglese                      | Titolo italiano                | Prima TV USA     | Prima TV Italia |
| -- | ----------------------------------- | ------------------------------ | ---------------- | --------------- |
| 61 | Robot Rampage: Part 1               | Furia Robot 1                  | 21 maggio 2010   | 11 gennaio 2010 |
| 62 | Robot Rampage: Part 2               | Furia Robot 2                  | 21 maggio 2010   | 12 gennaio 2010 |
| 63 | Catch That Train                    | Prendete quel treno!           | 2 ottobre 2009   | 13 gennaio 2010 |
| 64 | Attack of 50 Foot Worman            | Attacco di 50 piedi del verme  | 27 novembre 2011 | 14 gennaio 2010 |
| 65 | Dragon Express                      | Espresso Drago                 | 15 gennaio 2012  | 15 gennaio 2010 |
| 66 | Flower Power                        | Potere del fiore               | 27 novembre 2009 | 18 gennaio 2010 |
| 67 | The Funnyman Boogeyman              | L'uomo Nero Divertente         | 26 ottobre 2009  | 19 gennaio 2010 |
| 68 | Follow the Feather                  | Segui la piuma                 | 8 luglio 2013    | 20 gennaio 2010 |
| 69 | Break Out                           | Scoppiare                      | 5 novembre 2010  | 12 aprile 2010  |
| 70 | The Action Elves Save Christmas Eve | La vigilia di Natale           | 7 dicembre 2009  | 13 aprile 2010  |
| 71 | Los Galacticos                      | I galattici                    | 9 luglio 2013    | 14 aprile 2010  |
| 72 | For the Love of Socks               | L'amore dei Calzini            | 27 novembre 2011 | 15 aprile 2010  |
| 73 | The Flipper                         | Il flipper                     | 11 novembre 2012 | 16 aprile 2010  |
| 74 | Elephant on the Run                 | Elefante in fuga               | 22 aprile 2010   | 19 luglio 2010  |
| 75 | The Magic Skateboard                | Lo skateboard magico           | 10 luglio 2013   | 21 luglio 2010  |
| 76 | Pablor and the Acorns               | Le ghiande                     | 12 luglio 2013   | 22 luglio 2010  |
| 77 | Super Team Awesome                  | Super Squadra Fantastica       | 11 luglio 2013   | 23 luglio 2010  |
| 78 | The Big Dipper Diner                | Il grande mestolo              | 25 febbraio 2011 | 26 luglio 2010  |
| 79 | The Amazing Splashinis              | Gli incredibili Splashini      | 28 maggio 2010   | 27 luglio 2010  |
| 80 | The Tale of the Not-So-Nice Dragon  | Il drago non proprio simpatico | 16 dicembre 2012 | 28 luglio 2010  |